# 申俊燮
申俊燮（韓語：신준섭，1963年6月17日—），韩国男子拳击运动员。他曾代表韩国参加1984年夏季奥林匹克运动会拳击比赛，获得一枚金牌。他也曾参加1986年亚洲运动会。